# Zetynian
Zetynian (Guczy, Gucci) – polski herb szlachecki, pochodzenia florenckiego.

## Opis herbu
W polu srebrnym, pomiędzy dwiema czerwonymi, pięciolistnymi różami – pas czerwony prawo-ukośny. Nad hełmem w koronie trzy pióra strusie: białe między błękitnym i czerwonym.

## Najwcześniejsze wzmianki
ok. 1518 – 1543

## Herbowni
Broński, Gukiewicz, Chodzińscy, Godziejewski, Hudowicz.